# 西斯拉沃尼亞自治州
西斯拉沃尼亞自治州是位於克羅埃西亞的一個塞爾維亞人自治州。成立於1991年8月12日。南斯拉夫內戰期間，該自治州加入克拉伊納塞爾維亞人共和國。在1995年5月，該自治州被克羅埃西亞政府撤銷。